# Xposed (框架)
Xposed（也被称作Xposed框架、XP框架），是一个运行于Android操作系统的钩子框架。其通过替换Android系统的关键文件，可以拦截几乎所有Java函数的调用，并允许通过Xposed模块中的自定义代码更改调用这些函数时的行为。因此，Xposed常被用来修改Android系统和应用程序的功能。
Xposed Installer是Xposed框架的官方安装器，可以在拥有root权限的设备上安装Xposed框架。Xposed Installer也提供模块的下载、管理、日志显示等功能。

## 用途
Xposed框架是以模块扩展方式来实现对系统部分功能的修改，这些模块都依赖于Xposed这个框架。用户可以在一些应用商店或其自带的下载库进行下载安裝。在中國大陸，還有精简QQ，个性化微信界面等用途的模块。

## 与部分软件的冲突
部分专有软件（如微信、支付寶等）会检测Xposed框架的存在，并强迫用户卸载Xposed框架及相关组件，否则用户将无法继续使用其所提供的服务。但是这些问题可以使用相应的模块来解决，比如Xposed黑名单模块。